# Triaenophora
Triaenophora es un género con tres especies de plantas de flores perteneciente a la familia Scrophulariaceae. 

## Especies seleccionadas
- Triaenophora integra (H. L. Li) Ivanina
- Triaenophora rupestris' (Hemsley) Solereder
- Triaenophora shennongjiaensis X. D. Li, Y. Y. Zan & J. Q. Li